# M/S Cotentin
M/S Cotentin är ett fartyg som går på linjen Pool-Cherburg för Brittany Ferries. Före 2013 även på linjen Pool-Santander. Mellan 2013 och 2021 var hon utchartrad till Stena Line och gick på  rutten Karlskrona–Gdynia under namnet M/S Stena Baltica.